# Huis van Zessen (Alblasserdam)

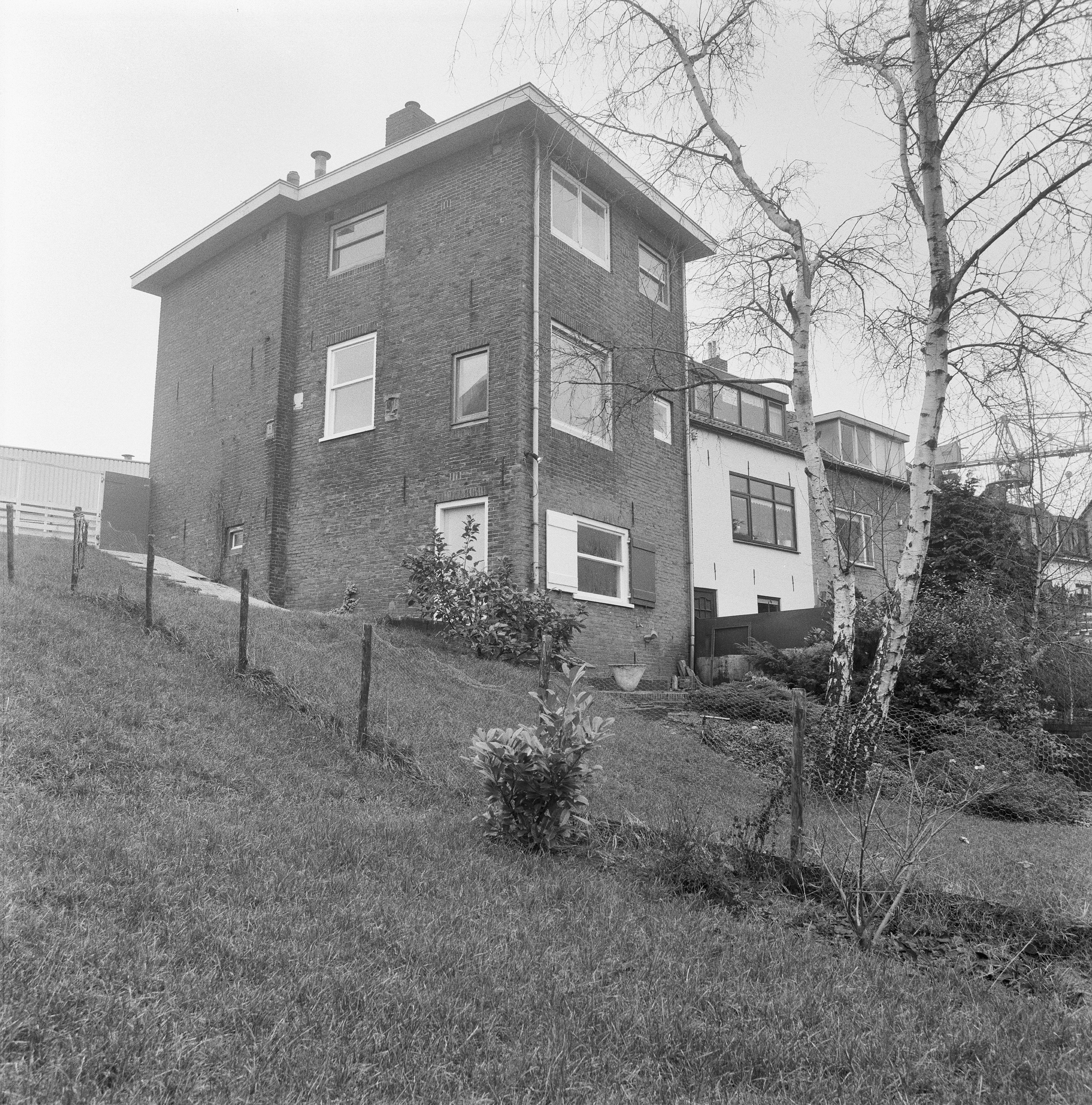
Huis van Zessen te Alblasserdam gezien vanaf de achterzijde.

Het Huis van Zessen staat aan de West-Kinderdijk te Alblasserdam en werd gebouwd in 1923. Het huis is ontworpen door Cornelis van Eesteren voor de weduwe A. van Zessen (Burgerina van Zessen-Stout, Alblasserdam, 1862-1936). Het is het enige door Van Eesteren ontworpen woonhuis dat is gebouwd en ook nu nog bestaat.
Het huis staat in Alblasserdam, de geboorteplaats van Cornelis van Eesteren, zoon van de aannemer Balten van Eesteren, die de bouwopdracht uitvoerde. Met het Huis van Zessen wilde Cornelis van Eesteren een moderne uitvoering maken van een dijkhuis. Het is een vroeg voorbeeld van moderne functionalistische architectuur.

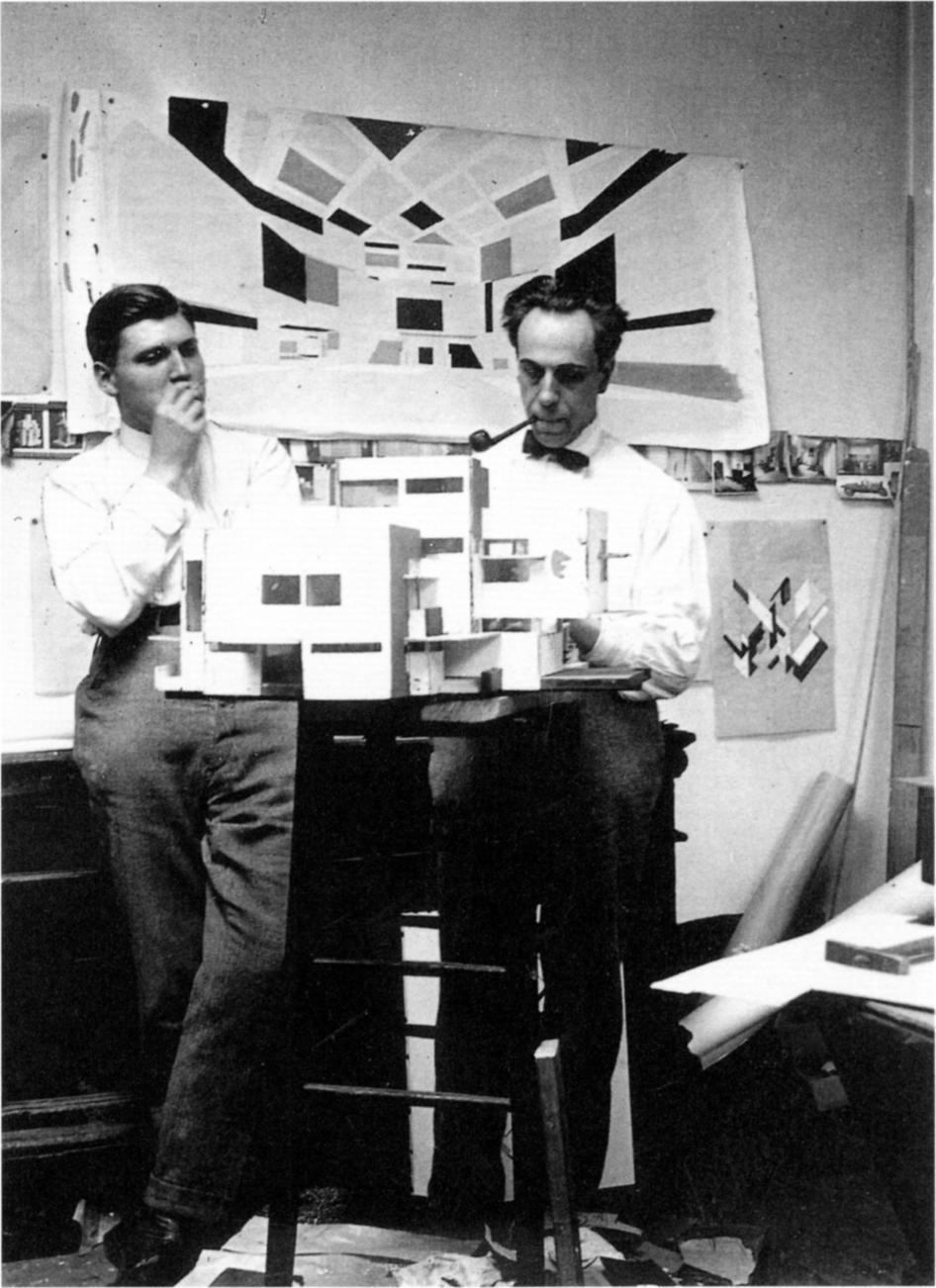
Cornelis van Eesteren en Theo van Doesburg in het atelier aan de Rue du Moulin Vert in Parijs (1923).

In 1923 werkte Van Eesteren in Parijs samen met de schilder Theo van Doesburg aan de voorbereiding van de later beroemd geworden Stijl-tentoonstelling. In die periode werd ook het Huis van Zessen ontworpen. Van Doesburg bedacht hiervoor het kleurenschema, voor de buiten- en binnenzijde: kozijnen, ramen, deuren en luiken. De tekeningen werden naar Alblasserdam gezonden, met instructies voor de schilder.
Tegenwoordig is het Huis van Zessen eigendom van de Van Eesteren-Fluck & Van Lohuizen Stichting die de nalatenschap van Van Eesteren en zijn compagnon Theodoor Karel van Lohuizen beheert. Het werd in 1990 gerestaureerd door Bertus Mulder waarbij de kleuren werden teruggebracht. Om de restauratie te betalen liet de Van Eesteren-Fluck & Van Lohuizen Stichting op 26 juni 1989 een schilderij van Piet Mondriaan uit de nalatenschap van Van Eesteren veilen bij Christie's in Londen.
In oktober 2013 werd in het huis een permanente tentoonstelling over de jonge Van Eesteren en De Stijl in Alblasserdam voor publiek geopend. De tentoonstelling concentreert zich rond de korte, maar zeer vruchtbare samenwerking tussen Cornelis van Eesteren en Theo van Doesburg in de periode 1922-1923.